# AMC Airlines
AMC Airlines è una compagnia aerea charter con sede al Cairo, in Egitto. Opera voli charter dalle destinazioni turistiche dell'Egitto verso l'Europa, voli charter regolari per il Medio Oriente e voli nazionali. La compagnia opera anche voli VIP e trasporti militari ad hoc (per le Nazioni Unite). Il suo hub principale è l'aeroporto Internazionale del Cairo; ha anche basi all'aeroporto Internazionale di Hurghada, all'aeroporto Internazionale di Sharm el-Sheikh e all'aeroporto Internazionale di Luxor.

## Storia
La compagnia aerea venne fondata e iniziò le operazioni nel 1988, dopo che il governo egiziano aveva approvato la fondazione di Aircraft Maintenance al Cairo. A quel tempo, Elsayed Sabre e la sua famiglia lanciarono AMC Airlines dopo aver ottenuto una licenza per effettuare operazioni charter passeggeri in tutto il mondo. È interamente di proprietà di Sabre e della sua famiglia e al 2007 aveva 498 dipendenti. La compagnia, inizialmente chiamata "AMC Aviation", è diventata "AMC Airlines" nel 2004.

## Flotta

### Flotta attuale
Ad aprile 2024 la flotta di AMC Airlines è così composta:

### Flotta storica

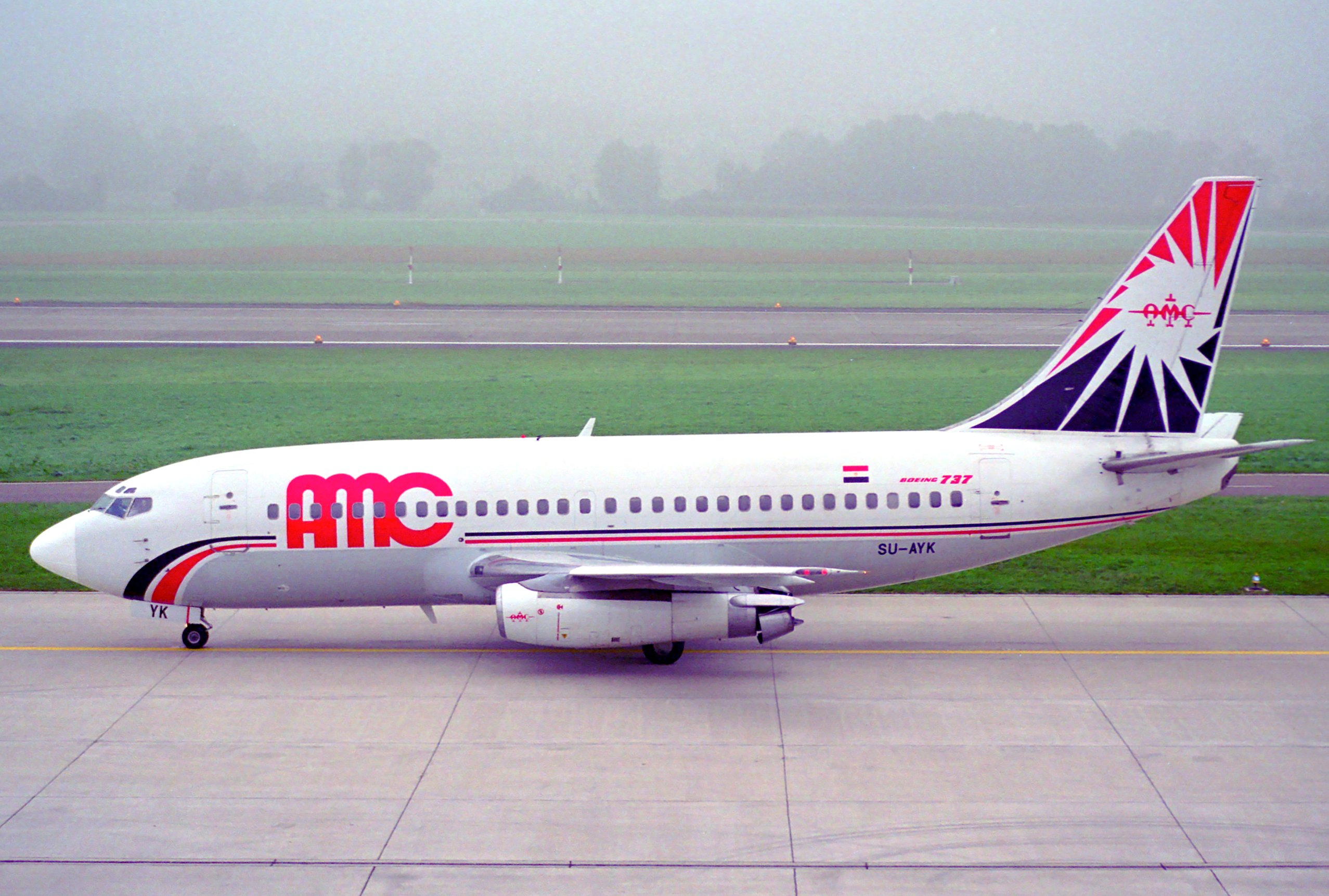
Il Boeing 737-200.

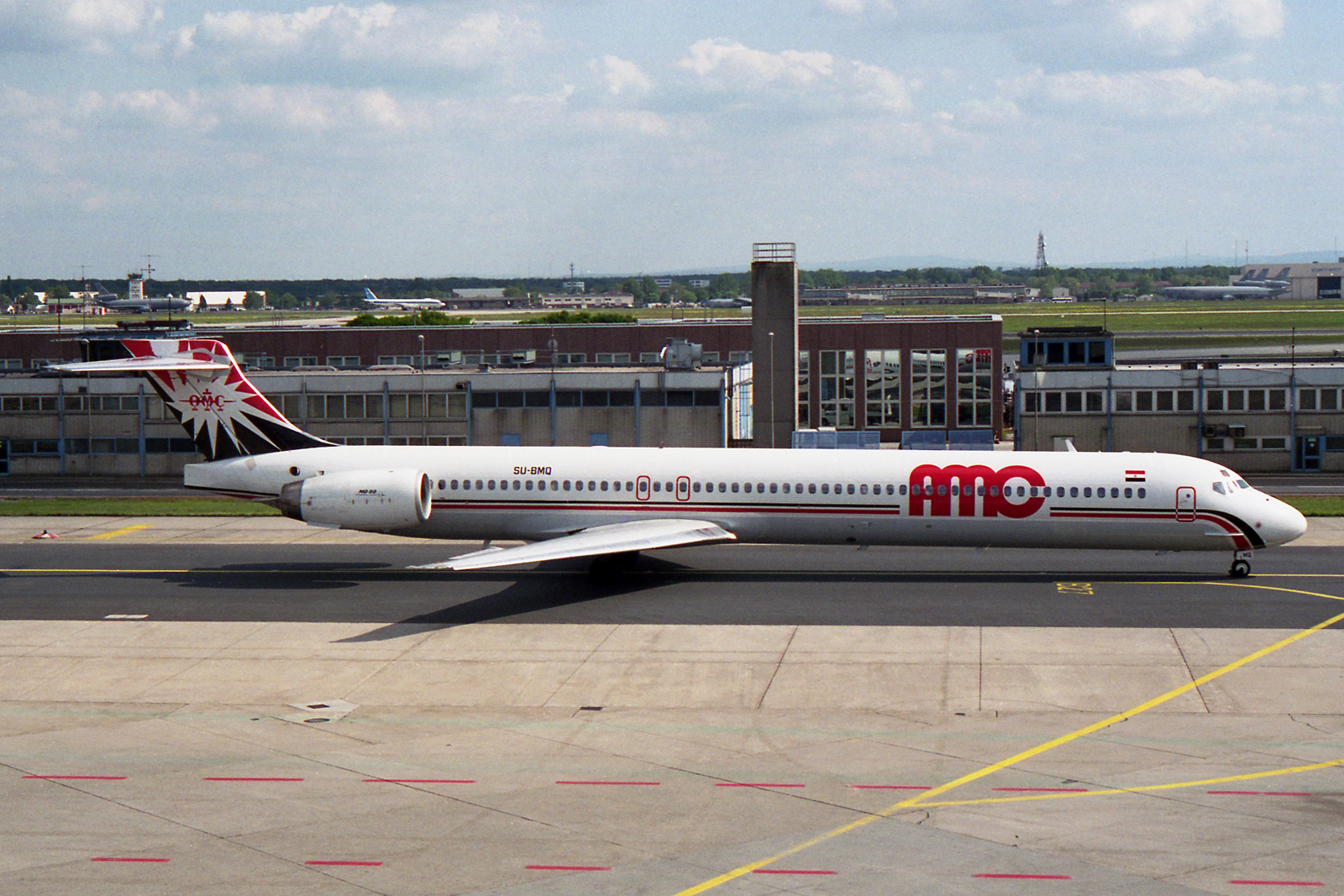
Un McDonnell Douglas MD-90.

AMC Airlines ha operato in passato con i seguenti aeromobili:

## Incidenti

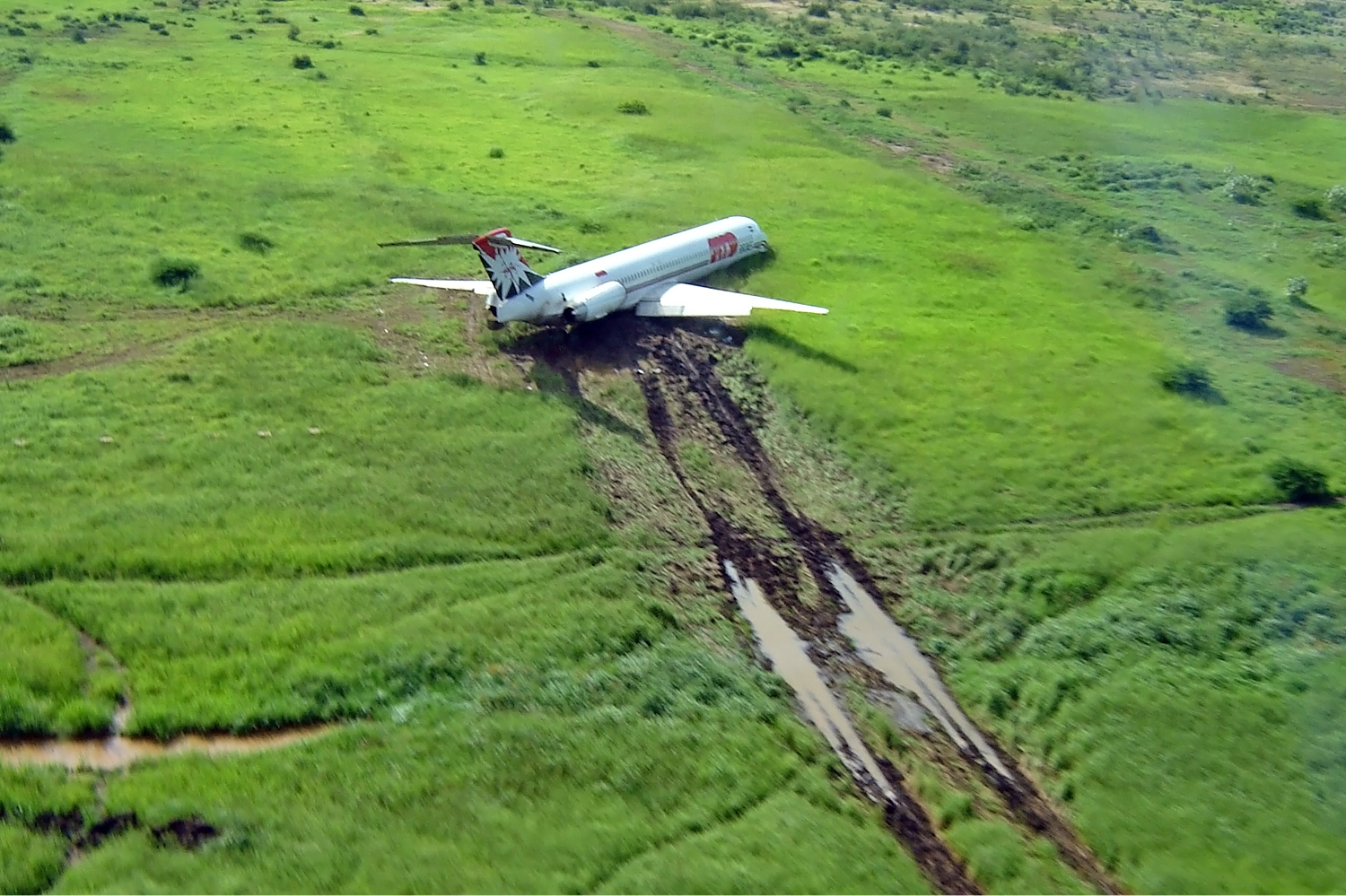
SU-BOZ dopo l'incidente a Giuba nel 2006.

- Il 23 giugno 2006, un McDonnell Douglas MD-83 (SU-BOZ), operato per conto della Sudan Airways, uscì di pista durante l'atterraggio a Giuba, dopo aver toccato terra molto oltre il punto previsto. Non ci furono vittime e l'aereo venne riparato.[6]
- L'11 ottobre 2007, un McDonnell Douglas MD-83 (SU-BOY) dovette effettuare un atterraggio di emergenza all'aeroporto di Istanbul-Ataturk dopo un guasto tecnico. L'aereo era in viaggio da Hurghada a Varsavia. Durante il duro atterraggio, il carrello collassò e l'aereo rimase appoggiato sulla pista con la fusoliera.L'MD-83 venne in seguito demolito.[7]
- Il 25 dicembre 2011, un McDonnell Douglas MD-83 (SU-BOZ) era in rotta dall'aeroporto di Tabuk, in Arabia Saudita, all'aeroporto di Quetta, in Pakistan; il volo cambiò destinazione dopo la segnalazione di un problema al carrello anteriore. Dopo due passaggi a bassa quota per permettere alla torre di controllare lo stato del carrello, l'aereo atterrò sulla pista 25L con il carrello anteriore non esteso, causando danni minori. Tuttavia, questi, sommati a quelli dell'incidente del 2006, portarono la compagnia a decidere di demolire il velivolo.[8]